# Episodi di Giudice di notte (prima stagione)
La prima stagione della serie televisiva Giudice di notte è stata trasmessa in anteprima negli Stati Uniti d'America dalla NBC tra il 4 gennaio 1984 e il 31 maggio 1984.
| nº | Titolo originale        | Titolo italiano      | Prima TV USA     | Prima TV Italia |
| -- | ----------------------- | -------------------- | ---------------- | --------------- |
| 1  | All You Need Is Love    | Attenti al giudice   | 4 gennaio 1984   | 23 giugno 1986  |
| 2  | Santa Goes Downtown     | Babbo Natale         | 11 gennaio 1984  |                 |
| 3  | The Former Harry Stone  | Per amore di Harry   | 18 gennaio 1984  | 30 giugno 1986  |
| 4  | Welcome Back, Momma     | Mamma a sopresa      | 1º febbraio 1984 | 28 luglio 1986  |
| 5  | The Eye of the Beholder |                      | 8 febbraio 1984  |                 |
| 6  | Death Threat            | Attentato alla corte | 15 febbraio 1984 | 4 agosto 1986   |
| 7  | Once in Love with Harry |                      | 22 febbraio 1984 |                 |
| 8  | Quadrangle of Love      | Quadrato d'amore     | 29 febbraio 1984 |                 |
| 9  | Wonder Drugs            | Effetti collaterali  | 7 marzo 1984     | 21 luglio 1986  |
| 10 | Some Like It Hot        |                      | 14 marzo 1984    |                 |
| 11 | Harry and the Rock Star |                      | 21 marzo 1984    |                 |
| 12 | Bull's Baby             |                      | 28 marzo 1984    |                 |
| 13 | Hi Honey, I'm Home      |                      | 31 maggio 1984   |                 |